# Jerusalimski hram
Hram u Jerusalimu ili Sveti hram (hebr. בית המקדש [] — „Sveta kuća”) je naziv za nekoliko građevina smještenih na Hramovoj gori (Har HaBayit) u starom dijelu Jerusalima. Kroz istoriju su na tom mjestu sagrađena dva hrama, a budući Hram igra važnu ulogu u jevrejskoj eshatologiji. Prema klasičnim jevrejskim vjerovanjima, Hram (ili Hramova gora) djeluje kao figurativni „nožac” Božjeg prisustva (shechina) u fizičkom svijetu.
Prvi hram je sagradio kralj Solomon za sedam godina u 10. vijeku p. n. e. (godine 957. p. n. e.). Bio je središte drevnog judaizma. Hram je zamijenio Mojsijev Tabernakul kao i Tabernakule u Shilohui, Novu i Givonu koji su dotada bila središta jevrejske vjere. Prvi Hram su uništili Vavilonci godine 586 p. n. e. Gradnja novog Hrama je započela 535. p. n. e.; nakon pauze je rad ponovno započeo oko 521. p. n. e., a konačno je dovršen 516. p. n. e., te Hram bio posvećen 515. p. n. e. Prema Knjizi o Ezri, ponovnu gradnju Hrama je dozvolio Kir Veliki i odobrio Darije Veliki. Pet vijekova kasnije, ovaj Drugi Hram je dogradio Herod Veliki oko godine 20. p. n. e. Njega su, pak, uništili Rimljani godine 70. n. e. Uprkos tome što je Hram uništen, svi spoljni zidovi još stoje, a dugo se vjerovalo da samo Zapadni zid stoji.
Islamski oltar Kupola Stijene je stajala na mjestu Hrama od kraja 7. vijeka n. e., a džamija al-Aqsa, otprilike iz istog perioda, se nalazi u dvorištu hrama.
Jevrejska eshatologija predviđa izgradnju Trećeg hrama u Jerusalimu zajedno s dolaskom Mesije, pa zato sljedbenici ortodoksnog i konzervativnog judaizma predviđaju Treći hram.

## Literatura
- Biblical Archaeology Review, issues: July/August 1983, November/December 1989, March/April 1992, July/August 1999, September/October 1999, March/April 2000, September/October 2005
- Ritmeyer, Leen (2006). The Quest: Revealing the Temple Mount in Jerusalem. Jerusalem: Carta. ISBN 978-965-220-628-2.
- Hamblin, William and David Seely. Solomon's Temple: Myth and History (Thames and Hudson). 2007.  978-0-500-25133-1.
- Yaron Eliav, God's Mountain: The Temple Mount in Time, Place and Memory (Baltimore: Johns Hopkins University Press, 2005)